# Диего Уртадо де Мендоса и де ла Серда
Диего Уртадо де Мендоса-и-де-ла-Серда (исп. Diego Hurtado de Mendoza y de la Cerda; ок. 1500 — 19 марта 1578, Мадрид) — испанский аристократ и государственный деятель, 1-й герцог Франкавилья и 1-й принц Мелито (1555—1578), стал вице-королем Арагона (называемый в собственных учреждениях генерал-лейтенантом Арагона) с 1553 или 1554 по 1556 год, президентом Совета Италии в 1558 году и вице-королем Каталонии (1564—1571).

## Биография
Старший сын Диего Уртадо де Мендосы (1468—1536) и Аны де ла Серда и Кастро (1478—1553), сеньоры де Мьедес, Гальве, Пастрана и Мандайона, дочери и преемнице Иньиго Лопеса де ла Серда (? — 1501) и Брианды де Кастро, а также внучке 4-го графа Мединасели. Внук кардинала Педро Гонсалеса де Мендосы.
Диего Уртадо де Мендоса женился в 1538 году на Марии Каталине де Сильва-и-Альварес де Толедо (1518—1576), дочери Фернандо де Сильвы, 4-го графа де Сифуэнтес, и Каталины де Андраде и Ульоа Суньига. С супругой у него были конфликты с раннего возраста из-за измен Диего и трудного характера. У супругов была единственная дочь:
- Ана де Мендоса де ла Серда (29 июня 1540 — 2 февраля 1592), герцогиня Пастрана и принцесса Эболи, жена с 1553 года Руя Гомеса де Сильвы.

Его зять, Руй Гомес де Сильва, пытался поставить своего тестя на соответствующие должности при испанском дворе, хотя его работа на занимаемых им должностях вызвала большое неприятие.
В 1553 или 1554 году он был назначен генерал-лейтенантом Королевства Арагон, что уже было серьёзным нарушением, поскольку эту должность могли занимать только уроженцы вышеупомянутого королевства. Король Испании Филипп II в этот период стремился навязать гегемонию латиноамериканской монархии над институтами некастильских королевств, и в этом смысле Диего Уртадо служил монарху, не понимая и не оценивая своеобразный институт Фуэрос де Арагон, который неоднократно банкротился, и через два года был вынужден поспешно покинуть Сарагосу, хотя король не назначал нового губернатора до 1566 года, в котором он был заменен архиепископом Сарагосы Эрнандо де Арагоном.
В 1555 году, нарушив судебный процесс запрета и Привилегию демонстрации, он приказал казнить кузнеца из Суэры, обвиненного в контрабанде лошадей, что было расценено как посягательство на его привилегии и свободы, что вызвало большой резонанс и суд перед Судья Арагона инициирован Diputación del General del Reino de Aragón. После того, как Диего извинился от имени короля, арагонские депутаты прекратили судебные иски. Однако в следующем году он снова казнил другого заключенного. Когда терпение арагонцев истощилось, Диего Уртадо де Мендоса был вынужден укрыться во дворце Альхаферия, спасая свою жизнь и как можно быстрее покинул город Эбро.
После этого эпизода у Диего Уртадо де Мендосы снова возникли семейные проблемы из-за новой неверности, и он снова сбежал со своей возлюбленной в Пастрану. Его тесть, чтобы увести его от дочери, уговорил уже принца Мелито получить должность президента Совета Италии в 1558 году.
Впоследствии Рую Гомесу де Сильве удалось назначить его вице-королем Каталонии, хотя вскоре у него возникли конфликты со своим тестем. Очевидно, все обвинения были направлены на то, чтобы увести Диего Уртадо де Мендосу как можно дальше от дочери и королевского двора, зная, что его конфликтный характер будет создавать проблемы, куда бы он ни пошел.
После смерти жены в 1576 году он женился вторым браком на Магдалене де Арагон и Фольк де Кардона, дочери Альфонсо де Арагона, 2-го герцога де Сегорбе (1489—1563), и Хуаны Фольк де Кардоны и Манрике де Лары, 3-й герцогини де Кардона (ок. 1500—1564).
Через два года он умер, хотя его единственная дочь от первого брака, Ана де Мендоса, принцесса Эболи, унаследовала его титулы и владения.